# Mecodina cyanodonta
Mecodina cyanodonta là một loài bướm đêm trong họ Erebidae.